# Bertrand Boulin
Pour les articles homonymes, voir Boulin.
Bertrand Boulin, né le 30 juillet 1948 à Libourne et mort le 20 mai 2002 au Grau-du-Roi, est un écrivain et journaliste français. Fils du ministre Robert Boulin, il a commencé sa carrière dans le domaine de l'éducation spécialisée, puis s'est fait connaître par une émission sur les ondes de la radio Europe 1 dans les années 1970.

## Biographie

### Lutte contre la drogue
Né le 13 juillet 1948, il a eu deux filles et exerce la profession d'éducateur spécialisé. 
En octobre 1969, à sa demande, alors qu'il est étudiant en droit, son père, ministre de la Santé publique et de la Sécurité Sociale, le charge d'une mission de lutte contre la drogue, il déclare alors : « Si j'essaie d'intervenir dans le problème, c'est que je pense que les jeunes toxicomanes se confieront plus facilement à un ami qui a les mêmes problèmes qu'eux, et porte lui aussi les cheveux longs. » Le mois suivant, il crée un comité antidrogue dont le siège est à Paris, 1 rue de Tilsitt.

### Emission de radio
En septembre 1975, Bertrand Boulin, qui vient de publier Au Secours des enfants perdus, est invité à témoigner dans l'émission de Jean-Michel Desjeunes Tout peut arriver sur Europe no 1. C'est le début d'une collaboration qui amènera Bertrand Boulin à avoir une chronique régulière dans cette émission, intitulée Le Carré interdit.

### Charte des enfants
En septembre 1976, une émission indépendante voit le jour ; elle recueille un très grand succès : pour la première fois la parole est donnée librement à des enfants qui peuvent s'exprimer sur tous les sujets qui les concernent ou les tourmentent, la famille, l'école, la sexualité, la drogue, le divorce des parents, les fugues, etc. Le nom de cette nouvelle émission, hebdomadaire, est La Charte des enfants car elle est consacrée à cette charte, avec un point quotidien à 17h30 : les enfants téléphonent pour faire valoir leurs droits. Elle est coanimée par Jean-Michel Desjeunes, Philippe Alfonsi et Bertrand Boulin. 
De ces témoignages sur Europe1 nait un livre publié en janvier 1977, avec leurs trois signatures. L’éditeur précise cependant, dans le plan du livre, que la troisième partie du livre est « une réflexion des auteurs et en particulier de Bertrand Boulin ». Ce dernier formule une série de propositions, qui deux mois après la sortie du livre seulement, en mars 1977, font réagir. Un député du parti giscardien dénonce auprès du ministre de l'intérieur des "thèses subversives" comme celle de supprimer les juges pour enfants ou d'abolir la notion de détournement de mineur. Pierre Weber, député giscardien de Meurthe-et -Moselle, demande l'interdiction de l'émission. Le premier ministre Raymond Barre estime le 26 mars que ses "inquiétudes" sont "compréhensibles". Les mois suivants, les critiques continuent, venant du monde associatif, qui dénoncent "une publicité importante, et sans aucune restriction" pour l'émission dans les médias. Le quotidien Le Monde est également très critique,, mais permet à Bertrand Boulin, d'y répondre. Il ne mentionne plus alors l'émission mais seulement son livre. Europe1 a ensuite déplacé l’émission en soirée, puis définitivement décidé la fin du programme.

### Création de SOS Enfants
Entretemps, en septembre 1977, Bertrand Boulin fonde l’association « SOS Enfants » dont il devient président et dans les locaux de laquelle se rend fréquemment un de ses nouveaux amis proches, Gabriel Matzneff, comme ce dernier le raconte dans Un galop d’enfer (1977-78). SOS-Enfants dispose d'un local dans le 14e arrondissement de Paris, place des enfants dans des familles et vient en aide aux fugueurs et aux jeunes prostitués. 
L'association a été au cours de ses dix-sept mois d'existence contactée, selon ses responsables, par huit mille enfants qui "avaient besoin de parler, de dialoguer, de se confier". 
L'écho défavorable rapidement suscité dans la presse et dans l'opinion par certaines prises de position de l'association sur le rôle de la famille ou la prostitution des mineurs ont cependant peu à peu entraîné une impossibilité de trouver des subventions publiques permettant de rémunérer des permanents. Cependant, en janvier 1978, le lancement d'une souscription apporte à SOS-Enfants 40 000 F nécessaires à sa survie. Dans son livre, Gabriel Matzneff raconte le  premier anniversaire de l'association, le 15 septembre 1978, où il est invité et rencontre Colette Boulin, puis son rendez-vous 6 octobre 1978 avec un garçon de treize ans qu'on lui a présenté à SOS-Enfants mais qui se décommande.

### Disparition de SOS Enfants
Lors des vacances de Noël 1978, les locaux de l’association dans le 14e arrondissement de Paris sont visités de nuit par des inconnus, qui ont tout fouillé puis tout saccagé, comme pour effacer les traces de leur curiosité, obligeant Bertrand Boulin à se rendre au commissariat pour signaler les faits. L’inspecteur qui le reçoit lui répond "Oh ! Mais moi je ne sais rien, non rien. Ce n’est pas nous, surtout pas nous" et dans son livre de février 1980, Bertrand Boulin s'en dira très étonné : « cet affolement un peu suspect m’avait conduit à me renseigner davantage, sans succès. Je ne saurai jamais. »,.
Au même moment sort dans la presse une enquête très médiatisée sur les ramifications françaises et internationales de l'affaire Jacques Dugué dont les développements seront contemporains du tournage à Hénin-Beaumont de La Femme flic, film français réalisé par le cinéaste Yves Boisset. Dugué a été arrêté pour pédophilie dès la fin septembre 1978 mais l'existence de cette enquête n'est révélée que le 10 janvier 1979 par l'hebdo d'extrême-droite Minute, informé par un parent dont la plainte a été "oubliée". Les grands quotidiens, Le Monde et France-Soir y consacrent dès le lendemain leurs gros titres et suivent l'enquête durant tout janvier. En attendant que les locaux de son association soient remis en état, Bertrand Boulin part aux Etats-Unis, d'où il apprend par son père, qu'il est visé par une plainte déposée contre SOS-Enfants et fait l’objet d’une enquête de la brigade de protection des mineurs en tant qu'éducateur : il s'agit des parents de deux garçons de douze ans « battus et maltraités », qu'une enseignante du nord de la France lui avait demandé de recueillir, avec l'accord du juge pour enfants. Par prudence, il décide de renoncer, l'affaire sera classée,, mais il a dû refuser une perquisition à son domicile,. Au même moment, le 30 janvier 1979, quinze fugueurs âgés de 14 à 17 ans débutent le squat, pendant 2 semaines, d'une salle de l'Université de Vincennes,, qui en 1980 sera déménagée à Saint-Denis. Des parents se plaignent, ; le journaliste Max Clos dénonce dans Le Figaro "quelques saligauds", qui "sous le couvert de l'université, trafiquent de la chair fraîche" ; le ministre de la Justice Alain Peyrefitte demande l'ouverture d'une information judiciaire  et le garde du corps de Robert Boulin est convoqué chez Ernest Lefeuvre, patron de la brigade des mineurs, dont trois hommes affirment avoir vu son fils participer à un débat avec ces fugueurs,. Une copie du passeport de Bertrand Boulin prouve qu'il était en réalité aux Etats-Unis à cette date,. La tentative infructueuse de l'impliquer dans des scandales reviendra quelques jours avant le décès de son père,, dans l'article d'un journal à scandales parlant d’un juge qui « se bat pour la vérité », mais n'y parvient pas dans le dossier du « fils d’une haute personnalité promise à un destin national »,.
Dans son livre écrit au tout début de l'Affaire Boulin, il mentionnera aussi la demande de son père de mettre fin à l'association: en août 1979, en vacances à Ramatuelle, Bertrand Boulin travaillait à un roman quand Robert Boulin lui fait une recommandation de se taire "pendant un certain temps" sur les enfants, car cela "agace les Pouvoirs, et si je suis en prison ou mort, tu les agaceras encore plus".

### Livre sur Tintin et l'alcool
En 1995, Bertrand Boulin, ancien alcoolique publie Tintin et l'alcool, un livre vendu à près de 5 000 exemplaires, qui s'applique à mettre en lumière les implications de l'alcool (surtout en ce qui concerne le capitaine Haddock) dans l'œuvre de Hergé. Utilisant sans autorisation des reproductions de la célèbre bande dessinée, le livre est interdit à la vente au bout de deux mois après un procès avec la société Moulinsart, qui a cependant reconnu son intérêt sur le fond, mais Pierre-Olivier Simon, directeur des éditions Chapitre Douze, et les héritiers de Hergé «ont clairement fait comprendre qu'il ne fallait pas insinuer que le dessinateur était alcoolique». Ce dernier avait fait valoir que la reproduction des images des albums, soit un total de 1 141 dessins reproduits, était nécessaire pour l'analyse, dans un but généreux et désintéressé. Le livre explique que Hergé "connaissait et pressentait l'ensemble des grandes questions liées à l'alcoolisme". Bertrand Boulin l'a écrit sur l'idée du coauteur, Eric Hispard, un médecin addictologue respecté, travaillant dans une équipe spécialisée d'un grand hôpital parisien, qui le comptait parmi ses patients et l'avait guéri. Ce médecin aux allures de professeur Tournesol "avait l'habitude d'étudier les albums de Tintin avec ses malades" après avoir découvert le poids de l'alcool dans cette littérature en lisant les albums à ses enfants. Dans son livre de 1977, Bertrand Boulin soulignait que "beaucoup de parents « bourreaux » sont des alcooliques" et que "sur ce plan, la société devrait prendre des mesures". D'après son livre de 1995, tous les personnages de Hergé boivent à un moment ou un autre, y compris Milou et l'éléphant des Cigares du pharaon ; 7% des vignettes évoquent cette addiction, avec 212 mentions du mot « alcool », 7 situations d'ivresse et 39 scènes de «frustration». Bertrand Boulin connaissait la fille de Hergé, qui avait lui-même été ami de Gabriel Matzneff, un proche de Bertrand Boulin, selon les livres de ce dernier. Le 13 novembre 1964, Gabriel Matzneff avait reçu une réponse à la lettre qu'il avait envoyée à Hergé puis déjeuné avec lui le 17 décembre. Selon Libération, "Tintin et l'alcool" se vendait en 2017 pour environ 300 euros sur certains sites, dix fois le prix initial.
Cinéphile, Bertrand Boulin avait la même année publié le livre Panorama des films dont les enfants sont les héros puis en 2004 Un dictionnaire des enfants dans le cinéma.

## Œuvres
- Les Rencontres de l'éternité, La Pensée Universelle, 1973
- Au Secours des enfants perdus, éditions Guy Authier, 1975
- La Charte des enfants, avec Jean-Michel Desjeunes et Philippe Alfonsi. – Paris : Stock, 1977. – (Stock 2. Lutter)-  (ISBN 9782234007666)
- Ma Vérité sur mon père, Stock Deux Paris, 1980 -  (ISBN 9782234012882)
- Le Veilleur d’Argos, éditions Robert-Colette, 1981
- Enfants, traitement de choc, Éd. Chapitre Douze, 1993 -  (ISBN 9782840350101)
- Tintin et l'alcool, Éd. Chapitre Douze, 1995 -  (ISBN 978-2840350200) - livre retiré de la vente par jugement judiciaire.
- Panorama des films dont les enfants sont les héros – Bruxelles, Paris : Éditions Chapitre Douze, 1995 (Kortrĳk, Bruxelles : Gutenberg Éditions). – 504 p. : ill., couv. ill. ; 31 × 22 cm. -  (ISBN 2840350238) - réédition : Dictionnaire des enfants dans le cinéma / Coulommiers : Dualpha Éd., 2004 – 762 p. –  (ISBN 9782915461190) (La mise à jour partielle, réalisée par Bertrand Boulin, a été interrompue par sa mort.)